# Coupe Spengler 1993
Navigation
Édition précédente Édition suivante
La Coupe Spengler 1993 est la 67e édition de la Coupe Spengler. Elle se déroule en décembre 1993 à Davos, en Suisse.

## Règlement du tournoi
Les équipes sont regroupés au sein d'un seul groupe. Les équipes jouent un match contre chacune des autres équipes. Les deux premiers de la poule jouent une finale pour le titre de vainqueur de la Coupe Spengler.

## Résultats des matchs et classement
| Clt   | Équipe               | PJ | V | D | N | BP | BC | Pts |
| ----- | -------------------- | -- | - | - | - | -- | -- | --- |
| +001, | HC Davos             | 4  | 3 | 1 | 0 | 20 | 17 | 6   |
| +002, | Färjestad BK         | 4  | 3 | 1 | 0 | 18 | 13 | 6   |
| +003, | Traktor Tcheliabinsk | 4  | 2 | 2 | 0 | 17 | 16 | 4   |
| +004, | Canada               | 4  | 1 | 3 | 0 | 12 | 18 | 2   |
| +005, | Jokerit Helsinki     | 4  | 1 | 3 | 0 | 14 | 17 | 2   |

- Qualifié directement pour la finale

## Finale
| 31 décembre | HC Davos | 3-6 (0:1, 2:2, 1:3) | Färjestad BK | Eisstadion Davos |